# رانجينا حميدي
رانجينا حميدي ( الباشتو: رنینه حمیدي، مواليد 1978) هي كاتبة ومعلمة وناشطة اجتماعية وسياسية أفغانية أمريكية. وهي معروفة بأنها مناصرة لحقوق المرأة في أفغانستان، شاركت في العديد من المشاريع الاجتماعية لتمكين الفتيات والنساء في أفغانستان. شغلت حميدي منصب وزير التعليم في أفغانستان حتى استيلاء طالبان على السلطة. وهي أول وزيرة تعليم في أفغانستان. على الرغم من سيطرة طالبان على أفغانستان، فقد تعهدت بالبقاء في أفغانستان ومواصلة جهودها الإنسانية من خلال المشاركة بنشاط في تمكين المرأة الأفغانية.

## الولادة والنشأة
ولدت في قندهار، أفغانستان عام 1978، لعائلة بشتونية، لعمدة قندهار، غلام حيدر حميدي. بعد الغزو السوفيتي لأفغانستان في عام 1980، هاجرت مع عائلتها إلى باكستان في عام 1981 في سن الرابعة وعاشت كلاجئة كويتا. ثم انتقلت إلى الولايات المتحدة مع عائلتها في عام 1988 وترعرعت بالقرب من واشنطن العاصمة. حصلت على درجة البكالوريوس بتخصص مزدوج في الدراسات الدينية ودراسات النوع الاجتماعي من جامعة فيرجينيا.

## العمل والوظيفة
عادت إلى بلدها الأصلي أفغانستان في عام 2003 وأصبحت مقيمة دائمة في البلاد. قررت العودة إلى وطنها الأم بعد هجوم 11 سبتمبر / أيلول 2001 في الولايات المتحدة وتعهدت بإعادة بناء وطنها الأصلي أفغانستان وتطويره. عند عودتها إلى أفغانستان، عملت مديرة لمشروع إدرار الدخل للمرأة لصالح الأفغان من أجل المجتمع المدني. كانت رائدة وقادت كناشطة بارزة في مشروع إدرار الدخل للمرأة للأفغان من أجل المجتمع المدني من خلال توفير البرامج والأنشطة الاجتماعية للنساء المقيمات في مدينة قندهار. اختيرت واحدة من 18 من المتأهلين للتصفيات النهائية لجائزة CNN 2007 Hero، كما اختيرت من قبل راديو أوروبا الحرة / راديو ليبرتي كـ "شخصية أو أسبوع".
أسست في عام 2008 كنز قندهار التي تعتبر أول مؤسسة اجتماعية تمتلكها وتديرها النساء في مقاطعة قندهار. كتبت مقالات وساهمت في العديد من المنشورات مثل آسيا تايمز والغارديان وديلي تليغراف وبي بي سي وصوت امريكا وأن بي آر . شاركت في تأليف ونشر كتاب مع ماري ليتريل بعنوان التطريز داخل الحدود: النساء الأفغانيات يصنعن مستقبلًا في عام 2017.
عملت أيضًا في المجالس الاستشارية لكل من Open Society Afghanistan، ومعهد أفغانستان للمجتمع المدني، وغرفة تجارة وصناعة المرأة الأفغانية.

## وزارة التربية والتعليم
عينت حميدي في عام 2020 وكيلة وزير لوزارة التربية والتعليم في أفغانستان، لتصبح أول امرأة منذ 30 عامًا تقود وزارة التعليم في البلاد. وأعربت عن دعمها القوي للمبادرات التي تستهدف الفتيات بشكل خاص. رفض البرلمان الأفغاني في ديسمبر من نفس العام التصويت على الثقة لحميدي في هذا المنصب. ثم ، طردت حميدي في يناير 2021، 11 مستشارًا من وزارة التربية والتعليم. وقال المستشارون الموقوفون عن العمل إنه كانت هناك خطط لفصل 1400 موظف آخر في المستقبل القريب، حيث ادعى أحد الموظفين المفصولين أن "حميدي تمارس المحسوبية في وزارة التربية والتعليم، وهي تتعامل مع القضايا سياسياً وبطريقة منحازة".
منعت وزارة التعليم الأفغانية في مارس 2021، تلميذات أكبر من 12 عامًا من الغناء في المناسبات العامة. وقالت المتحدثة باسم الوزارة، نجيبة عريان، إن القرار اتخذ بعد اقتراحات من الطلاب وأولياء الأمور. أثار القرار غضبًا على منصات التواصل الاجتماعي وانتقاد حميدي. قال بعض المراقبين إن هذه كانت مناورات سياسية روجت لها حميدي لاسترضاء البرلمانيين الدينيين المتشددين. ثم وصفت الوزارة الحظر بأنه "أسيء فهمه"، قائلة إنه يتعلق بإجراءات تضييق الخناق على التجمعات الجماهيرية بين الفتيات والفتيان في محاولة لوقف انتشار مرض فيروس كورونا 2019 (COVID-19). تراجعت الوزارة عن قرارها بحلول أوائل أبريل، حيث أصدرت عريان بيانًا تدعي فيه أن الرسالة لا تعكس في الواقع الموقف الرسمي للوزارة. واجهت وزارة التربية في عام 2020، رد فعل عنيفًا لإصدارها قرارًا بأن يتلقى الطلاب جميع الدروس خلال السنوات الثلاث الأولى من الدراسة في المساجد للمساعدة في ضخ "الروح الإسلامية" في نفوس الطلاب، ولكن بعد انتقادات عامة، تراجعت الوزارة عن هذا القرار أيضًا.
تحدثت حميدي في يوليو 2021، في قمة التعليم العالمية في لندن، وقالت إنها واثقة من قوات الأمن في بلدها لمنع طالبان من السيطرة الكاملة على أفغانستان وأنها تخشى عودتهم. "أكبر مخاوفي، لا سمح الله، عودة عام 1996 عندما، حرفيا، أُخرجت الفتيات من المدرسة، وأغلقت المدارس، وأرسلت المعلمات إلى المنزل، وأعيدت العاملات في أي قطاع إلى المنزل."
عندما فر العديد من السياسيين البارزين، بمن فيهم الرئيس الأفغاني، أشرف غني، من أفغانستان خلال سقوط كابول في أغسطس 2021، قررت حميدي البقاء في أفغانستان في محاولة لمواصلة قيادة جهود التعليم. في مقابلة مع بي بي سي وورلد نيوز ، أعربت عن صدمتها من هروب غني وكشفت عن خوفها من العواقب التي قد تواجهها.نشرت وكالة أنباء أفغانية في 23 أغسطس / آب 2021 على تويتر صورة للقاء حميدي مع طالبان، وهو ما افترض الكثيرون أنها كانت لا تزال وزيرة التعليم بالوكالة. لكن في 29 أغسطس / آب، نقلت تقارير إخبارية عن "وزير التعليم العالي الجديد بالوكالة، عبد الباقي حقاني" في قصص عن طالبان تطلب الفصل بين جميع الفصول الدراسية حسب الجنس.

## فهرس
- حميدي، رانجينا (2017). التطريز داخل الحدود: النساء الأفغانيات يصنعن المستقبل